# Морская охрана Украины
Морская охрана Государственной пограничной службы Украины (укр. Морська охорона Державної прикордонної служби України) — структурное подразделение Государственной пограничной службы Украины, которое обеспечивает охрану морских участков государственной границы Украины, территориальных вод и исключительной экономической зоны Украины.

## История
Создание морской охраны началось после провозглашения независимости Украины, одновременно с созданием пограничной службы Украины.
В 1990-е годы пограничной службе Украины был передан дивизион из 8 бронекатеров проекта 1204 «Шмель» с дислокацией в Измаильском районе, которые отошли Украине после распада СССР.
В 1995 году малый противолодочный корабль проекта 1124П «Днепр» был выведен из состава кораблей пограничной охраны и включён в состав ВМС Украины под названием «Винница».
С 1999 года корабли и катера морской охраны получили нумерацию с префиксом BG.
В 2001 году началась реформа украинской пограничной службы, в результате которой 31 июля 2003 года пограничные войска Украины были преобразованы в Государственную пограничную службу Украины.
В июле 2005 года начальник пресс-службы Азово-Черноморского регионального управления Государственной пограничной службы Украины Сергей Поддубный сообщил, что тендер на поставки катеров для морской охраны пограничной службы выиграла киевская компания «UMS», которая собирает суда по американской лицензии и в дальнейшем на вооружение должны поступить американские катера «Galion 280» и «Gala 640».
В течение 2005—2006 годов были закуплены 52 катера для охраны речных участков границы (типа «Galeon−280», «UMS-600», «Galia-640» и «Heavy Duty 460»).
В декабре 2008 года были сняты с вооружения и выставлены на продажу 3 корабля, 9 катеров и две секции причала-понтона морской охраны ГПСУ.
- два корабля морской охраны проекта 133 «Антарес» (заводские номера 906 и 912)
- сторожевой корабль «Канев» проекта 1204
- сторожевой катер проекта 1400М «Гриф» (заводской номер 855)
- катер морской охраны проекта 363 (заводской номер 1030)
- малый катер «Чибис» проекта 14101 (заводской номер 7207)
- два малых катера «Аист» проекта 1398Б (заводские номера 8903 и 9104)
- три малых катера проекта 371У (заводские номера 1255, 1256 и 1257)
- плавучий причал-понтон ПРП-52М-С (две секции)
- корпус недостроенного судна проекта 50150 «Налим»

В 2009 году в Измаильской отряде морской охраны числилось 4 бронекатера проекта 1204 «Шмель»: BG-81 «Лубни», BG-82 «Канив», BG-83 «Нижин» и BG-84 «Измаил».
В 2010 году морской охране передали 4 катера типа UMS, 4 малых скоростных надувных катера типа «Eagle» и 2 катера на воздушной подушке, ещё 52 корабля и катера морской охраны были отремонтированы с продлением ресурса (наиболее значимым был ремонт корабля «Николаев» стоимостью 4,5 млн гривен), а корабли «Донбасс» и «Буковина» были модернизированы (на них установили новые радиолокационные станции, приборы GPS и эхолоты). В результате, к началу 2011 года численность морской охраны ГПСУ увеличилась до 12 кораблей и 64 катеров.
В апреле 2010 года Керченским отрядом морской охраны ГПСУ была задержана турецкая рыболовная шхуна «Баба Хасан», занимавшаяся незаконным ловом рыбы. Шхуна была конфискована, переоборудована и отремонтирована, после чего включена в состав морской охраны ГПСУ под названием «Оникс».
11 марта 2011 года пограничной службе были переданы три катера UMS-600, которые были закуплены по программе международной технической помощи «Противодействие распространению оружия массового уничтожения через украинско-белорусскую (Чернобыльская зона отчуждения) и украинско-российскую границу» и поступили на вооружение Мариупольского отряда морской охраны.
В августе 2011 года в Измаиле завершили двухмесячный курс обучения первые 17 бойцов подразделения специального назначения морской охраны ГПСУ.
В сентябре 2012 года были сняты с вооружения и выставлены на продажу 2 корабля и 10 катеров морской охраны ГПСУ
- корабль управления BG-80 «Дунай» (бывший буксир N-14 Grafinau, построенный в 1940—1941 в Третьем рейхе и в 1944 году перешедший к СССР, он был частично законсервирован и поставлен на стоянку в Измаиле)[11][12]
- судно обеспечения БНС-11250
- сторожевой корабль «Нежин» проекта 1204
- три катера проекта 1400М «Гриф» (заводские номера 867, 877, 909)
- катер морской охраны проекта 376У (заводской номер 1522)
- катер морской охраны «КаМО РКЗ-461» проекта 363 (заводской номер 345)
- малый катер «Аист» проекта 1398Б (заводской номер 8908)
- два малых катера проекта 371У (заводские номера 1525 и 1637)
- малый катер проекта 343МЕ «Волга» (заводской номер 1448)

В 2012 году на вооружение морской охраны поступили один большой патрульный катер проекта «Орлан» и четыре малых патрульных катера типа UMS-1000
- 10 октября 2012 года были получены два катера типа UMS-1000 (BG-16 и BG-17)[14]
- 11 декабря 2012 года был получен большой патрульный катер BG-200 «Балаклава» проекта «Орлан».

В январе 2013 года был сформирован дивизион речных кораблей на Западной военно-морской базе.
По состоянию на начало 2013 года, силы морской охраны насчитывали 16 кораблей и 52 катера.
В конце 2013 года в состав морской охраны входили.
- два корабля проекта 1241.2 «Молния» («Григорий Куропятников» и «Григорий Гнатенко»)
- пять кораблей морской охраны проекта 205П («Подолье», «Павел Державин», «Миколаїв», «Буковина», «Донбас»)
- 18 катеров морской охраны проекта 1400М «Гриф»;
- 1 катер морской охраны проекта «Орлан»;
- 17 малых катеров морской охраны проекта «Калкан»;
- 6 малых катеров морской охраны типа UMS-1000;
- 62 различных малых катера

2 марта 2014 года 12 единиц корабельно-катерного состава Севастопольского и Ялтинского отрядов морской охраны были переведены из Крыма в Одессу и включены в Одесский отряд морской охраны ГПСУ.
После проведения референдума о статусе Крыма 16 марта 2014 года, самопровозглашения Республики Крым и декларации о создании Вооружённых сил Республики Крым, С. В. Аксёнов, именующий себя верховным главнокомандующим, предложил военнослужащим ВСУ поступить на службу в армию самопровозглашённой республики, а не желающим служить в армии Крыма, отдал приказ подать рапорта о расторжении контрактов. Вслед за этим, 18 марта 2014 года ГПС Украины начала вывод морской охраны из Крыма
- 11 кораблей Керченского отряда морской охраны перебазировались в Мариуполь в дополнение к уже находящимся там 7 кораблям[19].
- часть личного состава украинской пограничной службы, проходившего службу в Крыму, приняла решение продолжить службу в Пограничной службе ФСБ России[20]
- 21 октября 2014[21] Совет министров Республики Крым передал ведомствам региона несколько кораблей и катеров, до марта 2014 года входивших в состав украинской морской охраны и национализированных 30 апреля 2014 года (в том числе, пограничное сторожевое судно BG31 «Буковина» проекта 205П, а также катера BG 09, BG 11, BG 504 и BG 820)[22][23]

31 августа 2014 года тактическая группа из двух сторожевых катеров морской охраны государственной пограничной службы Украины (катер BG 119 проекта 1400М «Гриф» и малый катер типа «Калкан») на Азовском море была обстреляна с берега неизвестными в районе села Безыменное, в результате катер BG 119 получил повреждения и затонул, из 9 членов экипажа 2 пропали без вести и 7 получили ранения.
6 октября 2014 на вооружение Одесского отряда морской охраны ГПСУ передали ещё один катер UMS-1000.
7 июля 2015 при выходе из корабельно-катерной стоянки в бухте Мариуполя подорвался на мине и затонул малый катер морской охраны типа UMS-1000. Из находившихся на борту семи человек погибли 2 человека (капитан и находившийся на борту житель Мариуполя), 5 пограничников получили ранения. В дальнейшем, повреждённый катер был поднят, отремонтирован и возвращён в строй 26 мая 2017 года (расходы на ремонт составили 2,5 млн гривен).
9 октября 2015 Государственная Азовская морская экологическая инспекция передала катер «Калкан» отряду морской охраны ГПСУ, который базируется в Мариуполе. Он стал шестым катером этого типа, поступившим на вооружение ГПСУ.
23 декабря 2015 года Килийский судостроительно-судоремонтный завод завершил ремонт для морской охраны ГПСУ корабля «Аметист» (бывшей браконьерской рыболовной шхуны, которую в 2001 году конфисковали пограничники).
В 2019 году был подписан контракт на поставку 20 катеров типа OCEA FPB 98.

## Организационная структура
В состав Морской охраны Государственной пограничной службы Украины входят:
- орган управления
- три отряда Морской охраны (дислоцированные в Одессе, Измаиле и Мариуполе)
- дивизион катеров Морской охраны в Килие
- дивизион катеров Морской охраны специального назначения в Одессе
- группа катеров Морской охраны «Днепр» (Киев)

### Боевой состав
| Изображение        | №                  | Наименование                                     | Тип                     | Класс                                                   | Место и дата постройки | История | Примечания                                                                                                  |
| Сторожевые корабли | Сторожевые корабли | Сторожевые корабли                               | Сторожевые корабли      | Сторожевые корабли                                      | Сторожевые корабли     | Сторожевые корабли | Сторожевые корабли                                                                                          |
| ------------------ | ------------------ | ------------------------------------------------ | ----------------------- | ------------------------------------------------------- | ---------------------- | --- | --- |
| —                  | BG01               | «Крым» «Крим»                                    | Проект 1360 «Чайка»     | Корабль морской охраны для выполнения специальных задач | ССЗ «Алмаз» 1978 год   | Заложен в 1977 году. Вступил в строй Пограничных войск КГБ СССР в 1988 году как 043 «Крым». В 1987 году бортовой номер изменён на 137 Перешёл в состав Морской охраны ГПС Украины в 1992 году. В 1999 году бортовой номер изменён на BG01                                        | |
|                    | BG32               | «Донбасс» «Донбас»                               | Проект 205П «Тарантул»  | Сторожевой корабль                                      | ССЗ «Алмаз» 1982 год   | Заложен в ? году. Вступил в строй Пограничных войск КГБ СССР в 1982 году как 035 ПСКР-705 Перешёл в состав Морской охраны ГПС Украины в 1992 году. В 1995 году переименован в «Донбасс». В 1999 году бортовой номер изменён на BG32                                              | Частично затоплен в Мариуполе в апреле 2022 года, поднят и находится под контролем России с июня 2022 года. |
|                    | BG50               | «Григорий Куропятников» «Григорій Куроп’ятников» | Проект 12412 «Молния-2» | Корвет                                                  | ЯССЗ 1984 год          | Заложен в 1982 году. Вступил в строй Пограничных войск КГБ СССР в 1984 году как 045 «Григорий Куропятников». В 1988 году бортовой номер изменён на 148, в 1990 году — на 012 Перешёл в состав Морской охраны ГПС Украины в 1992 году. В 2000 году бортовой номер изменён на BG50 | |
|                    | BG57               | «Николаев» «Миколаїв»                            | Проект 205П «Тарантул»  | Сторожевой корабль                                      | ССЗ «Алмаз» 1988 год   | Заложен в ? году. Вступил в строй Пограничных войск КГБ СССР в 1988 году как 023 ПСКР-722 Перешёл в состав Морской охраны ГПС Украины в 1992 году. В 1995 году переименован в «Подолье». В 1999 году бортовой номер изменён на BG57                                              | |
|                    | BG58               | «Аметист»                                        | Проект «Челик»          | Корабль морской охраны специального назначения          | ?                      | Заложен в ? году. Вступил в строй ? году как шхуна «Зефир» Захвачен в 1999 году и включён в состав Морской охраны ГПС Украины в 2000 году как корабль морской охраны специального назначения BG58 «Аметист»                                                                      | |
|                    | BG59               | «Оникс» «Онікс»                                  | ?                       | Корабль морской охраны специального назначения          | ?                      | Заложен в ? году. Вступил в строй ? году как шхуна «Баба Хасан» Захвачен в 2010 и включён в состав Морской охраны ГПСУ 26 сентября 2011 как корабль морской охраны специального назначения «Оникс»                                                                               | |
|                    | BG62               | «Подолье» «Поділля»                              | Проект 205П «Тарантул»  | Сторожевой корабль                                      | ССЗ «Алмаз» 1983 год   | Заложен в ? году. Вступил в строй Пограничных войск КГБ СССР в 1983 году как 036 ПСКР-709 Перешёл в состав Морской охраны ГПС Украины в 1995 году как «Подолье». В 1999 году бортовой номер изменён на BG62                                                                      | |
|                    | BG63               | «Павел Державин» «Павло Державін»                | Проект 205П «Тарантул»  | Сторожевой корабль                                      | ССЗ «Алмаз» 1987 год   | Заложен в ? году. Вступил в строй Пограничных войск КГБ СССР в 1987 году как 037 ПСКР-720 Перешёл в состав Морской охраны ГПС Украины в 1993 году как «Павел Державин». В 1999 году бортовой номер изменён на BG63                                                               | |
|                    | —                  | «Титан»                                          | ?                       | Корабль морской охраны специального назначения          | ? 1974 год             | Заложен в ? году. Вступил в строй ? в 1974 году Перешёл в состав Морской охраны ГПС Украины в 2021 году | |
| Патрульные катера  |                    |                                                  |                         |                                                         |                        | | |
|                    | BG82               | «Лубны» «Лубни»                                  | Проект 1204 «Шмель»     | Артиллерийский катер                                    | ССЗ «Залив» 1972 год   | Заложен в 1972 году. Вступил в строй ВМФ СССР в 1972 году как 171 АК-211 Перешёл в состав Морской охраны ГПС Украины в 1994 году как «Лубны». В 1999 году бортовой номер изменён на BG82                                                                                         | На консервации с ? по 2014 год                                                                              |
|                    | BG83               | «Нежин» «Ніжин»                                  | Проект 1204 «Шмель»     | Артиллерийский катер                                    | ССЗ «Залив» 1968 год   | Заложен в 1968 году. Вступил в строй ВМФ СССР в 1968 году как 172 АК-563 Перешёл в состав Морской охраны ГПС Украины в 1994 году как «Нежин». В 1999 году бортовой номер изменён на BG83                                                                                         | На консервации с 2008 по 2014 год                                                                           |
| —                  | BG84               | «Измаил» «Ізмаїл»                                | Проект 1204 «Шмель»     | Артиллерийский катер                                    | ССЗ «Залив» 1969 год   | Заложен в 1969 году. Вступил в строй ВМФ СССР в 1969 году как 174 АК-397 Перешёл в состав Морской охраны ГПС Украины в 1995 году как «Измаил». В 1999 году бортовой номер изменён на BG84                                                                                        | На консервации с 1970 по 1995 и с ? по 2014 год                                                             |
|                    | BG200              | «Балаклава»                                      | Проект 58130 «Орлан»    | Патрульный катер                                        | ССЗ «Море» 2012 год    | Заложен в 2010 году. Вступил в строй Морской охраны ГПС Украины в 2012 году | |

- 11 катеров морской охраны проекта 1400М «Гриф»[43];
- 14 малых катеров морской охраны проекта «Калкан»;
- 4 малых катера морской охраны проекта «Калкан-П»;
- 10 малых катеров морской охраны типа UMS-1000 по состоянию на октябрь 2014 года[44];
- 4 малых катера морской охраны типа UMS-425CC получены от ЕС в 2022 году[45];
- некоторое количество малых катеров проекта 376, UMS 600, Galeon Galia 640, BRIG Navigator N730M

| Изображение | Тип      | Модель   | Производство | Назначение   | Количество           | Примечания |
| Самолёты    | Самолёты | Самолёты | Самолёты     | Самолёты     | Самолёты             | Самолёты   |
| ----------- | -------- | -------- | ------------ | ------------ | -------------------- | ---------- |
|             | Ан-26    | базовая  | СССР         | транспортный | некоторое количество |            |
|             | Ан-24    | Т        | СССР         | транспортный | некоторое количество |            |
|             | Ан-72    | П        | СССР         | транспортный | некоторое количество |            |